# Little Suamico
Little Suamico – miasto w Stanach Zjednoczonych, w stanie Wisconsin, w hrabstwie Oconto.